# Limerick (Maine)
Limerick ist eine Town im York County im US-Bundesstaat Maine. Im Jahr 2020 lebten dort 3188 Einwohner in 1602 Haushalten auf einer Fläche von 73,17 km².

## Geographie
Nach dem United States Census Bureau hat Limerick eine Gesamtfläche von 73,17 km², von der 70,29 km² Land sind und 2,87 km² aus Gewässern bestehen.

### Geographische Lage
Limerick liegt im Norden des York Countys. Im Norden des Gebiets befinden sich der Sokokis Lake und der Pickerel Pond sowie im Süden der weitverzweigte Lake Arrowhead. Das Gelände ist eher eben, die höchste Erhebung ist der 256 m hohe Towle Mountain.

### Nachbargemeinden
Alle Entfernungen sind als Luftlinien zwischen den offiziellen Koordinaten der Orte aus der Volkszählung 2010 angegeben.
- Norden: Cornish, 8,9 km
- Osten: Limington, 8,9 km
- Süden: Waterboro, 9,7 km
- Südwesten: Newfield, 10,7 km
- Nordwesten: Parsonsfield, 10,6 km

### Stadtgliederung
In Limerick gibt es mehrere Siedlungsgebiete: Emerys Corner, Felch Corner, Deepvale, Limerick, Limerick Mills und Perrys Corner.

### Klima
Die mittlere Durchschnittstemperatur in Limerick liegt zwischen −7,8 °C (18 °F) im Januar und 20,6 °C (69 °F) im Juli. Damit ist der Ort gegenüber dem langjährigen Mittel der USA um etwa 9 Grad kühler. Die Schneefälle zwischen Oktober und Mai liegen mit bis zu zweieinhalb Metern mehr als doppelt so hoch wie die mittlere Schneehöhe in den USA; die tägliche Sonnenscheindauer liegt am unteren Rand des Wertespektrums der USA.

## Geschichte
Limerick wurde am 6. März 1787 als Town organisiert. Zuvor wurde das Gebiet im Jahr 1780 als Limerick Plantation organisiert. Im Jahr 1870 wurde Land von Limington, welches als Emery’s Corner bekannt ist, hinzugenommen.
Die Besiedlung durch europäische Siedler startete 1775. Am Old Pequaket Trail gelegen war es eine Station der Sokoki auf ihrem Weg zwischen dem Saco River und Pequaket, dem heutigen Fryeburg. Benannt wurde das Gebiet durch James Sullivan, einen der ersten Eigentümer des Gebietes, nach Limerick in Irland, der Heimat seines Vaters. Sullivan war von 1807 bis 1808 Gouverneur des Bundesstaates Massachusetts.

### Einwohnerentwicklung
| Volkszählungsergebnisse – Town of Limerick, Maine | Volkszählungsergebnisse – Town of Limerick, Maine | Volkszählungsergebnisse – Town of Limerick, Maine | Volkszählungsergebnisse – Town of Limerick, Maine | Volkszählungsergebnisse – Town of Limerick, Maine | Volkszählungsergebnisse – Town of Limerick, Maine | Volkszählungsergebnisse – Town of Limerick, Maine | Volkszählungsergebnisse – Town of Limerick, Maine | Volkszählungsergebnisse – Town of Limerick, Maine | Volkszählungsergebnisse – Town of Limerick, Maine | Volkszählungsergebnisse – Town of Limerick, Maine |
| Jahr                                              | 1700                                              | 1710                                              | 1720                                              | 1730                                              | 1740                                              | 1750                                              | 1760                                              | 1770                                              | 1780                                              | 1790                                              |
| ------------------------------------------------- | ------------------------------------------------- | ------------------------------------------------- | ------------------------------------------------- | ------------------------------------------------- | ------------------------------------------------- | ------------------------------------------------- | ------------------------------------------------- | ------------------------------------------------- | ------------------------------------------------- | ------------------------------------------------- |
| Einwohner                                         |                                                   |                                                   |                                                   |                                                   |                                                   |                                                   |                                                   |                                                   |                                                   | 409                                               |
| Jahr                                              | 1800                                              | 1810                                              | 1820                                              | 1830                                              | 1840                                              | 1850                                              | 1860                                              | 1870                                              | 1880                                              | 1890                                              |
| Einwohner                                         | 829                                               | 1177                                              | 1377                                              | 1419                                              | 1508                                              | 1473                                              | 1441                                              | 1425                                              | 1253                                              | 966                                               |
| Jahr                                              | 1900                                              | 1910                                              | 1920                                              | 1930                                              | 1940                                              | 1950                                              | 1960                                              | 1970                                              | 1980                                              | 1990                                              |
| Einwohner                                         | 874                                               | 965                                               | 761                                               | 1199                                              | 1080                                              | 961                                               | 907                                               | 963                                               | 1356                                              | 1688                                              |
| Jahr                                              | 2000                                              | 2010                                              | 2020                                              | 2030                                              | 2040                                              | 2050                                              | 2060                                              | 2070                                              | 2080                                              | 2090                                              |
| Einwohner                                         | 2240                                              | 2892                                              | 3188                                              |                                                   |                                                   |                                                   |                                                   |                                                   |                                                   |                                                   |

## Kultur und Sehenswürdigkeiten

### Bauwerke
In Limerick wurden mehrere Bauwerke und ein Distrikt unter Denkmalschutz gestellt und ins National Register of Historic Places aufgenommen.
- Harper Family House, 1998 unter der Register-Nr. 98001236.[10]
- Sunnycroft, 1984 unter der Register-Nr. 84000335.[11]
- Limerick Upper Village Historic District, 1984 unter der Register-Nr. 84001557.[12]

## Wirtschaft und Infrastruktur

### Verkehr
Die Maine State Route 5 und Maine State Route 160 verlaufen in nordsüdliche Richtung, sie werden von der in westöstlicher Richtung verlaufenden Maine State Route 11 gekreuzt.

### Öffentliche Einrichtungen
In Limerick gibt es keine medizinischen Einrichtungen. Die nächstgelegenen befinden sich in Sandford, Kennebunk und Beddeford.
In Limerick befindet sich die Limerick Public Library in der Washington Street.

### Bildung
Limerick gehört mit Alfred, Lyman, Shapleigh, Waterboro und Newfield zum RSU 57.
Im Schulbezirk stehen folgende Schulen zur Verfügung:
- Alfred Elementary in Alfred, mit Schulklassen von Pre-Kindergarten bis zum 5. Schuljahr
- Line Elementary in West Newfield, mit Schulklassen von Pre-Kindergarten bis zum 5. Schuljahr
- Lyman Elementary in Lyman, mit Schulklassen von Pre-Kindergarten bis zum 5. Schuljahr
- Shapleigh Memorial School in Shapleigh, mit Schulklassen von Pre-Kindergarten bis zum 5. Schuljahr
- Waterboro Elementary School in East Waterboro, mit Schulklassen von Pre-Kindergarten bis zum 5. Schuljahr
- Massabesic Middle School in East Waterboro, mit Schulklassen vom 6. bis 8. Schuljahr
- Massabesic High School in Waterboro, mit Schulklassen vom 9. bis 12. Schuljahr

## Persönlichkeiten

### Söhne und Töchter der Stadt
- Joseph M. Harper (1787–1865), Politiker
- Alpheus Felch (1804–1896), Politiker und Gouverneur des Bundesstaates Michigan
- Moses Macdonald (1815–1869), Politiker